# Lepidurus cryptus
Lepidurus cryptus är en kräftdjursart som beskrevs av D. C. Rogers 200. Lepidurus cryptus ingår i släktet Lepidurus och familjen Triopsidae. Inga underarter finns listade i Catalogue of Life.